# 桑恒昌
桑恒昌（1941年12月6日—），男，山东武城人，中国诗人，曾任《黄河诗报》社长，编审，中国诗歌学会副秘书长。